# Cantó de Donibane Garazi
El cantó de Donibane Garazi, (en euskera Donibane Garaziko Kantonamendua) és una divisió administrativa francesa, situada al departament dels Pirineus Atlàntics i la regió Nova Aquitània.
El seu Conseller general és François Maïtia, del PS.
Les comunes que el componen pertanyen a la província de la Baixa Navarra.

## Composició

Comunes del Cantó de Saint-Jean-Pied-de-Port

El Cantó de Saint-Jean-Pied-de-Port agrupa 19 comunes:
- Ahatsa-Altzieta-Bazkazane
- Aintzila
- Ainhize-Monjolose
- Arnegi
- Behorlegi
- Duzunaritze-Sarasketa
- Buztintze-Hiriberri
- Zaro
- Ezterenzubi
- Gamarte
- Izpura
- Jatsu Garazi
- Lakarra
- Lekunberri
- Mendibe
- Donazaharre
- Donibane Garazi
- Eiheralarre
- Uharte Garazi

## Consellers generals
| Data d'elecció                             | Identitat        | Partit | Qualitat                |
| ------------------------------------------ | ---------------- | ------ | ----------------------- |
| 1960                                       | Michel Inchauspé |        |                         |
| 1961                                       | Michel Inchauspé |        |                         |
| 1967                                       | Michel Inchauspé | UDR    | Diputat                 |
| 1973                                       | Michel Inchauspé | UDR    | Diputat, antic ministre |
| 1979                                       | Michel Inchauspé | RPR    | Diputat, antic ministre |
| 1985                                       | Michel Inchauspé | RPR    | Diputat, antic ministre |
| 1992                                       | Michel Inchauspé | RPR    | Diputat, antic ministre |
| 1998                                       | Michel Inchauspé | RPR    | Diputat, antic ministre |
| 2004                                       | François Maïtia  | PS     | Conseller regional      |
| No es coneixen les dades anteriors a 1960. |                  |        |                         |